# Brezje pri Raki
Brezje pri Raki je naselje u Općini Krško u istočnoj Sloveniji. Brezje pri Raki se nalazi u pokrajini Dolenjskoj i statističkoj regiji Donjoposavskoj. 

## Stanovništvo
Prema popisu stanovništva iz 2002. godine Brezje pri Raki je imalo 51 stanovnika.

## Vanjske poveznice
- Satelitska snimka naselja  Arhivirana inačica izvorne stranice od 29. srpnja 2017. (Wayback Machine)